# Варшавский, Семён Львович
Семён Львович Варша́вский (1905—1981) — советский химик-технолог.

## Биография
В 1929 году окончил химический факультет МВТУ имени Н. Э. Баумана по специальности «химическая технология красящих веществ». Работал в спецлаборатории Химического института имени Л. Я. Карпова.
Доктор технических наук (1943). Во время войны руководил налаживанием производства на Актюбинском химкомбинате.
После войны начальник лаборатории № 14 ГСНИИ-403 (лаборатория спецтехнологий фтор- и фосфорорганических соединений). После её разделения с 1954 года начальник лаборатории № 24 (по фосфорорганическим соединениям).
Автор технологии производства ряда фосфорорганических пестицидов (тиофос, хлорофос и др.) и триазиновых гербицидов. Организатор производства в СССР зарина, зомана и других отравляющих веществ.
Начальник отдела «Т» ГСНИИОХТ. В 1960—1970-х годах руководил наладкой технологических процессов на Новочебоксарском химкомбинате.
Член Учёного Совета ГСНИИОХТ.
Умер от воспаления лёгких в больнице, куда попал после сердечного приступа. Похоронен в Москве на Введенском кладбище (участок № 7).

## Награды и премии
- Ленинская премия (1960) — за отравляющее вещество зарин
- Сталинская премия второй степени (1943) — за разработку нового технологического процесса и внедрение его в химическую промышленность (люизит).
- Сталинская премия второй степени (1950) — за организацию и освоение производства исходных химических продуктов для изготовления нового искусственного волокна (в 1945—1948 разработал технологию промышленного производства капролактама).